# 白き陽の御子
白き陽の御子（しろきひのみこ）はテーブルトークRPG(TRPG)『ナイトウィザード』のリプレイ作品。全1話のリプレイである。リプレイの執筆はゲームマスターでもある菊池たけしが担当。イラスト担当はみかきみかこと石田ヒロユキ。
『マジキュー』2005年1月号から2005年9月号に掲載され、後にエンターブレインから文庫本として発売された。「みこシリーズ」の第3弾でもある。

## 概要
みこシリーズが掲載誌であった『E-LOGIN』の休刊により終了してから約1年。連載媒体をマジキュー誌に変えて再び連載を開始したみこシリーズがこの『白き陽の御子』である。
TRPGリプレイ掲載実績のない雑誌でのリプレイ連載ということで、TRPG初心者を対象とした解説が多数挿入されているのも特徴である。
このリプレイでは、「心を閉ざしたヒロインの心象風景が世界を侵食し、やがて世界は永遠に夏の一日を繰り返すようになる」という良くあるセカイ系のギャルゲーをストレートに狙った物語となっている。登場する重要キャラクターもほぼPCたちだけしかいない（名前や人格があるようなNPCは異常なほど少ない）。ヒロイン役もPCであるため、本当にPCたちの人間関係だけが「世界の危機」に直結している。
これは既存の『ナイトウィザード』のファンには新鮮な驚きを与え、『ナイトウィザード』リプレイ未読の『マジキュー』購読者層に対してはウィザード組織や魔王勢力と言った世界設定的な知識が全くなくても楽しめるような形を意識してのことである。同時に、他の『ナイトウィザード』リプレイとのストーリー・設定的なつながりもあまり見られず、みこシリーズの中でも独立した作品となっている。
シナリオ構造は「全く同じ一日を繰り返す」というループ系のノベルゲームを意識した作りになっており、特定の正解行動をとらない限りループから抜け出せることはないという仕掛けになっている。ちなみに時間軸的には「紅き月の巫女」の前日談に当たる。
プレイヤーはみこシリーズの定番として矢薙直樹と小暮英麻が続投。残りはF.E.A.R.製リプレイの人気プレイヤーである田中天と田中信二が選ばれた。

## あらすじ
心を閉ざしたウィザードの少女・要ねがい。その双子の妹の要いのりと幼馴染の山瀬京介はねがいを元気づけさせるために、夏休みを利用して幼い頃の思い出の場所であった高原への旅行を計画する。
夏の白い陽射しに祝福された高原で少年と少女たちは様々な思い出を交錯させる。
しかし、そんな淡い思いはもろくも崩れ去ることになる。あまりに唐突に起こるねがいの事故死……
そして、始まる。永遠に繰り返される夏の一日が。

## 登場人物

### プレイヤーキャラクター
プレイヤーによって操作するキャラクター。PC。名前の横にカッコで記述されているのはプレイヤー名である。キャラクタークラスについてスラッシュで複数かかれている場合はマルチクラスおよびクラスチェンジによりクラスを複数有していることを表す。属性についてはスラッシュをはさんで左側が第一属性、右側が第二属性となる。キャラクタークラスの横のレベルはリプレイ開始時のもの。PCの総合レベルは4である。
山瀬京介（やませ きょうすけ、田中信二）
キャラクタークラス : 勇者 (Lv.4)
PC番号 : PC1
属性 : 〈火〉 / 〈風〉
解説 : 輝明学園秋葉原校中等部（以下特記無き限り単に「輝明学園」と記す）三年生の男子。ウィザードとしての武器は2メートルを超える両手剣型の白兵戦用“箒”「ウィッチブレード Premium Edition」。
正義のヒーローに憧れていて、あるやんごとなきお方が作った正義のウィザード組織「中坊戦隊ジャスティスV」の一員だったが、メンバーのジャスティス性の違いにより意見が食い違い、最終的に「誰がレッドになるか」でもめて解散し、現在はフリーランスのウィザードとして活動している。ちなみに京介は左から二番目のレッドであった。
そんな熱血少年である彼は幼馴染のねがいに惚れているが、ねがいが引きこもりになってからはギクシャクした関係が続いている。今作ではねがいの心を開かせる唯一の存在として甘酸っぱい青春物語担当となる。
「ナイトウィザード通信」のミニドラマでは木下紗華が声を担当した。
要ねがい（かなめ ねがい、小暮英麻）
キャラクタークラス : 夢使い (Lv.4)
PC番号 : PC2
属性 : 〈天〉 / 〈冥〉
解説 : 輝明学園三年生の女子。複雑な家庭環境の結果、心を閉ざし引きこもりになってしまった夢使いの少女。趣味はネットオークションで、好きなものはくまのぬいぐるみ。
幼い頃は京介とは家族ぐるみの付き合いをしており、性格も前向きだったようだ。今作のリプレイはエミュレイター「夢を喰らう者」の力でねがいの「幸せだった幼い頃の夏の記憶」を外界に漏れ出すことで引き起こされる世界の危機を語る物語であり、彼女の心を過去の思い出ではなく未来へと向かせることができるかがこのシナリオをクリアする鍵である。
「ねがいの心を開かせる」といってもねがいはあくまでPCであり、プレイヤーの小暮が「ねがいは前向きに生きていくことにしました」とロールプレイすればそれで解決できるというある種とんでもないシナリオなのだが、プレイヤーの小暮はきちんとストーリー的に他のPCがねがいの心を開かせるような行動をしてくれない限りは意地でも心を開かないというロールプレイを貫いていた。
なお、文庫版のあとがきによるとエミュレイターに寄生される「夏の少女」はあくまでNPCである予定だったらしい。この場合、PCがNPCの心を開かせるというスタンダードなスタイルとなる。しかし、GMの菊池たけしはこれをあえてPC同士でさせることでリプレイとしてより面白みが出ると思い、プレイヤーたちの演技力とゲーマー力を期待して、この「夏の少女」をPCに担当させることにしたのである。
「ナイトウィザード通信」のミニドラマではプレイヤーの小暮が声を担当した。
静＝ヴァンスタイン（しずく ヴァンスタイン、矢薙直樹）
キャラクタークラス : 魔術師 (Lv.4)
PC番号 : PC3
属性 : 〈天〉 / 〈虚〉
解説 : イギリスの魔術師の名門一族ヴァンスタイン家出身の青年。16歳の若き天才魔術師。『紅き月の巫女』のPCであったマユリ＝ヴァンスタインは従姉妹にあたる。
3年前に自らの独断専行によるミスでエミュレイター「夢を喰らう者」を逃がしてしまった過去があり、それを追って日本へやってきた。かつては自己中心的で自信家な性格だったが、「夢を喰らう者」を駆逐する任務の失敗でマユリに諭されてからは反省して人当たりがよく真面目な性格になる（ねがいには「胡散臭い」「いやらしい」と突っ込まれているが）。後年の『ナイトウィザード The 2nd Edition』によると、親しくなった相手には地が出るとの事。
「夢を喰らう者」を倒せる特別な夢使い・要ねがいの調査をするために輝明学園に教師として潜入する。生徒である京介たちに対しては「まほうせんせい」と呼ぶことを求める。ねがいたちの高原旅行へは、目的を隠して引率としてついていくことになる。
「ナイトウィザード通信」のミニドラマではプレイヤーの矢薙が声を担当した。後年のファンブック『エンド・オブ・エタニティ』収録のボイスドラマ「タイム・トゥ・セイ・グッバイ」にも1シーンのみ登場している（クレジットはされておらず、ボイスドラマに併録されたキャストコメントでの矢薙の発言で明かされている）。
要いのり（かなめ いのり、田中天）
キャラクタークラス : 魔物使い (Lv.4)
PC番号 : PC4
属性 : 〈火〉 / 〈火〉
解説 : 要ねがいの双子の妹。ねがいとは逆に社交的でアグレッシブな性格。炎の魔物「ファイアワークス」を操る。
京介に惚れているが、その感情をあまり表に出そうとしない。ねがいのことを大切に思い、引きこもりになった彼女を心配もしているが、京介がねがいに惚れているためにねがいに対して強烈な嫉妬を感じてもいる。ねがいに対しては愛憎まじりあった複雑な感情をもっていると言える。
要いのりというキャラクターは、F.E.A.R.主宰のウェブラジオ「ふぃあ通」で、いつも変態じみた男しかキャラクターとして作らない田中天に「読者受けするような萌える女性キャラクターができるのか」という挑戦を投げかけられたことから作られたPCである。大多数の予想に反して意外にギャルゲーの定番的なキャラクターを作り出したために読者を驚かせた。その一方、「強いから」との理由でPC全員にロケットランチャーを買わせるなど、いつもの田中天らしい奔放なプレイも見せている。
いわゆる泣きゲー的な演出を主軸においた本作においてホラー部分の演出を担当するキャラでもある。そのため、繰り返される世界の狂気にパニックになって無謀な行動に出たり、ナタを持った変質者にストーキングされたり殺害されたりというシーンをほとんど一人でやらされている。
「ナイトウィザード通信」のミニドラマでは双子であるためかねがいのプレイヤーである小暮が声を担当したが、いのりのプレイヤーである田中天が声を演じるいのりも登場したことがある。

### ノンプレイヤーキャラクター
GMが操作するキャラクター。NPC。
夢を喰らう者
エミュレイター。自分と波長の合う夢使いに取り付いてその人物の「夢」と同化し、その夢使いの力を使って月匣を張ることができる。月匣のルーラーである「夢を喰らう者」は取り付いた夢使いの夢の中にいるため、その夢使い自身の力で夢にもぐらないと、いかなる手段をもってしても他者が「夢を喰らう者」に干渉できない。しかし、「夢を喰らう者」は取り付いた夢使いに巧みに誘惑し、夢使いが月匣を壊そうという意思をもたせないようにする。事実、「夢を喰らう者」が夢使いに取り付くと、その夢使いの理想が月匣として現実に出現するため、むしろ夢使いがそれを守ろうとすることもある。さらに、「夢を喰らう者」の侵食が進むと夢使いの魂と「夢を喰らう者」が同化し、「夢を喰らう者」を倒すと寄生された夢使いが死ぬようになってしまう。こうして、「夢を喰らう者」は誰からも手出しできない安全圏で月匣を拡大しつづけていくのである。
本作ではねがいにとりつき、彼女の幼い頃の楽しかった思い出である「夏の一日」を月匣として出現。それは初めは地獄ヶ原高原内だけのものだったが、ねがいと同化が進むにつれ力が増し、ファー・ジ・アースそのものを包み込む月匣“The SUMMER”へと変化した。
ナタを持った変質者
「夢を喰らう者」が月匣の番人として作り出したエミュレイター。普段の世界律ではただの酔っ払った親父だが、PCたちが誤った行動（一日が終わるまで宿から出ない、誰か一人で対処しようとするなど）を取るとナタを持って襲い掛かってきて、強制的に死亡させられることになる。なぜかいのりが被害に遭いやすい。これらの理由でPCや彼自身が死亡しても、一日を繰り返す限りは生き返る。
リプレイ前半では「夢を喰らう者」が表に出てこなかったため、PCたちにはナタを持った変質者が月匣のルーラーだと思われていた。
謎の女司令官
京介が所属していた正義のウィザード組織「中坊戦隊ジャスティスV」を指揮していたやんごとなきお方。旧ジャスティスV秘密基地への電話には彼女が直接出る。その正体は地球の守護者アンゼロットだが、京介からそう呼ばれると即座に「謎の女司令官とお呼びなさい」と突っ込む。
“The SUMMER”に対抗するために京介たちに情報支援などを与えていたが、リプレイ後半では“The SUMMER”が作り出した新しい常識に飲み込まれ、夏の一日を繰り返すことに疑念を抱かなくなる。
なお、謎の女司令官とアンゼロットは、巻末に記載されたリプレイのスタッフリストでは別NPC扱いとなっている。
マユリ＝ヴァンスタイン
静の従姉妹で今回の事件に情報支援をしてくるが、アンゼロットと同様にリプレイ後半では夏の一日を過ごすことに疑念を抱かなくなる。元は『紅き月の巫女』のPCの1人。
京介のプレイヤーを務める田中信二はマユリのプレイヤーでもある。そのため、初登場時にGMがくだけた口調を使ったところ、田中信二から「マユリはそんな喋り方しない」と指導が入った。
シャルロッテ
「夢を喰らう者」が一番初めにとりついていた少女。オープニングで静が「夢を喰らう者」を退治しそこねたために、「夢を喰らう者」はシャルロッテから脱出し新たにねがいに取り付くことになる。そして、魂の抜け殻となったシャルロッテはそれから眠りつづけてしまうことになった。

### その他の登場人物・用語など
地獄ヶ原高原（じごくがはらこうげん）
名前は物騒ではあるが、避暑地として人気の高原。要姉妹と京介が幼い頃に遊びにいった場所で3人の思い出の地。ここへの旅行を計画したのはいのりであったが、「夢を喰らう者」はそれを利用し、高原にねがいを連れて行かせることで「幼い頃の楽しかった記憶」を呼び覚まさせ、あの日に帰りたいと思わせるように誘導した。
“The SUMMER”
「夢を喰らう者」が作り出した月匣にアンゼロットがつけたコードネーム。夏の一日を永遠に繰り返すことからこの名がついた。リプレイ後半ではこの月匣が拡大していき、世界結界を侵食して地球全土をねがいの「夢の世界」と同化させようとした。
“The SUMMER”内では一日を繰り返すたびに【精神力】による行為判定が必要で、失敗するとその時点でループの記憶を継承できなくなり、この世界を不自然と感じなくなる（誰か一人が判定に成功していれば問題ない）。加えて、この判定の難易度は一日を繰り返すたびに上昇する。

## マジカル・ウォーフェア
『白き陽の御子』はナイトウィザードやセブン＝フォートレスのいくつかのリプレイをつなぐ大河物語「マジカル・ウォーフェア」の一編でもある。マジカル・ウォーフェアの時間軸では200X年8月30日の物語とされる。
本編では一切語られていないが、エミュレイター「夢を喰らう者」は魔王イコ＝スーの支援を受けて行動しているという裏設定がある。滅多なことで姿をあらわさないこの魔王は、今回の事件でも徹底的に姿を隠しつづけた。イコ＝スーの目的は世界結界の調査であり、“The SUMMER”が世界結界を侵食する過程で、世界結界の構造を理解しようとしたのである。リプレイ後半で“The SUMMER”がいきなり拡大したのも、「夢を喰らう者」がねがいとの同化が完了してパワーアップしたこともあるが、イコ＝スーの助力により強化されたところも大きい。この事件でイコ＝スーは目論見どおり世界結界の構造を知ることができ、イコ＝スーがもたらしたこの情報が、200X年9月以降のマジカル・ウォーフェアで魔王たちの活動を活発化させるきっかけとなった。この時期以降はいくつもの魔王が世界結界の隙をついて現し身を送り込むようになる。特に魔王アスモデートはイコ＝スーからの情報で世界結界が脆弱な地点を知ることができ、リプレイ『紅き月の巫女』においてその地点に向かって6本の「柱」を落とすことになる。

## 作品
- 白き陽の御子（ISBN 978-4757725560 / 文庫/ エンターブレイン刊）